# 九州森林管理局
九州森林管理局（日语：／ Kyūshū shinrin kanrikyoku */?）是日本林野廳在熊本市的地方支分部局，管轄範圍為 福岡縣、佐賀縣、長崎縣、大分縣、熊本縣、宮崎縣、鹿兒島縣和沖繩縣。

## 組織
- 九州森林管理局（熊本市西區京町本丁）
  - 森林技術中心（宮崎縣宮崎市高岡町大字五町）
  - 西表森林環境保全交流中心（沖繩縣石垣市字登野城 石垣地方合同廳舍）
  - 屋久島森林環境保全中心（鹿兒島縣熊毛郡屋久島町宮之浦）

## 管内森林管理署

### 福岡縣內
- 福岡森林管理署（福岡市早良區）

### 佐賀縣內
- 佐賀森林管理署（佐賀市）

### 長崎縣內
- 長崎森林管理署（諫早市）

### 熊本縣內
- 熊本森林管理署（菊池市）
- 熊本南部森林管理署（人吉市）

### 大分縣內
- 大分西部森林管理署（日田市）
- 大分森林管理署（大分市）

### 宮崎縣內
- 宮崎北部森林管理署（日向市）
- 西都兒湯森林管理署（西都市）
- 宮崎森林管理署（宮崎市）
  - 都城支署（都城市）
- 宮崎南部森林管理署（日南市）

### 鹿兒島縣內
- 鹿兒島森林管理署（鹿兒島市）
- 北薩森林管理署（薩摩郡薩摩町）
- 大隅森林管理署（鹿屋市）
- 屋久島森林管理署（熊毛郡屋久島町）

### 沖繩縣內
- 沖繩森林管理署（那霸市）

## 關聯項目
- 林野廳

## 外部連結
- （日語）九州森林管理局（页面存档备份，存于）